# Crkva sv. velikomučenika Georgija u Boboti
Crkva svetog velikomučenika Georgija (srpski: Crkva svetog velikomučenika Georgija/Đorđa / Срква светог великомученика Георгија/Ђорђа) u Boboti u Hrvatskoj je pravoslavna crkva, u sastavu Osječkopoljske i baranjske eparhije Srpske pravoslavne crkve, a koja je posvećena svetom Jurju.

## Povijest
Ne postoje točni podatci kada je prva crkva u Boboti izgrađena, ali iz zapisa od 14. siječnja 1733. godine stoji da je tadašnja crkva "sagrađena od drveta, oblepljena blatom, pokrivena šindrom novom, na redi truplo, trapeza od drveta, zvonica na četiri velika stuba sa dva zvona". 1. prosinca 1762. donesena je odluka da se sazida nova crkva od cigle, u lipnju 1763. je započeta gradnja, a završena je 1778. godine. Crkvu su posvetili osječki protojerej Jovan Miković i svećenici iz okolnih crkava na Đurđevdan 1778. godine, što se i danas slavi kao crkvena i seoska slava. Ikonostas je radio majstor Jovan Sajlović mlađi iz Dalja, crkva je bila oslikana i s unutarnje i s vanjske strane. Na crkvi su bila četiri zvona od po 600kg, koja su datirala iz 1784. godine, dok su današnja zvona iz 1921. godine.
Sve do 1895. godine u Boboti su službovala dva svećenika, a od tada do danas je cijela Bobota jedna parohija.
Crkva je obnovljena 2011. godine.